# Elaeocarpus reticosus
Elaeocarpus reticosus är en tvåhjärtbladig växtart som beskrevs av Henry Nicholas Ridley. Elaeocarpus reticosus ingår i släktet Elaeocarpus och familjen Elaeocarpaceae. Inga underarter finns listade i Catalogue of Life.